# RD-0233
Les RD-0233 (indice GRAU 15D95) et RD-0234 (indice GRAU 15D96) sont des moteurs-fusées à ergols liquides, brûlant du N2O4 et du UDMH selon le cycle à combustion étagée riche en oxydant,,. La seule différence entre le RD-0233 et le RD-0234 est que ce dernier possède un échangeur de chaleur pour réchauffer les gaz de pressurisation des réservoirs. Trois RD-0233 et un RD-0234 sont utilisés sur le premier étage du missile balistique intercontinental UR-100UTTKh. Tandis que le moteur est hors production, le missile UR-100N ainsi que les fusées dérivées Rokot et Strela demeurent opérationnels (en 2015).